# Ape Escape 2
Ape Escape 2, pubblicato originariamente in Giappone Saru! Get You! 2 (サルゲッチュ2?, Saru Getchu 2), è un videogioco a piattaforme sviluppato e distribuito dalla Sony; è il primo seguito di Ape Escape.
Il 2 agosto 2016 è stata pubblicata da Sony una versione acquistabile digitalmente per PlayStation 4 tramite il servizio online PlayStation Network.

## Trama
Il Professore ha chiesto a Hikaru di teletrasportare al parco delle scimmie dei pantaloni puliti. Ma oltre ai pantaloni, Hikaru invia anche gli speciali caschi per scimmie a causa dei quali nella prima missione Kakeru aveva dovuto catturare tutte le scimmie diventate malvagie e pericolose. Specter riorganizza il suo esercito scimmiesco e decide di riconquistare la Terra. Ora Hikaru deve rimediare al suo errore catturando tutte le pestifere scimmie. Ma le sorprese non finiscono qui: Specter ha creato una squadra di superscimmie, le 5 Scimmie Mostruose, ciascuna dotata di particolari poteri dovuti al consumo di speciali banane, le Banane Vita Z. Dopo averle sconfitte tutte approfittando dei loro punti deboli, Hikaru arriva nel quartier generale di Specter che lo aspetterà a bordo di una colossale macchina.
Tuttavia essi non si scontreranno a causa del brusco arrivo della Scimmia Gialla (un membro delle 5 scimmie fuggito da Hikaru dopo una battaglia con lui) che, desiderosa di vendetta contro Hikaru, ha mangiato tutte le Banane Vita Z diventando una scimmia di dimensioni gigantesche. Hikaru batterà la scimmia distruggendole tutti i denti e la catturerà, venendo poi a sapere che Specter ne ha approfittato per fuggire e rifugiarsi nella sua base segreta sulla Luna, dove ha nascosto un enorme cannone laser che intende attivare contro la Terra per far sì che gli umani perdano la volontà di resistere ai suoi piani di dominio. Dopo averlo scovato e raggiunto Hikaru si ritroverà di nuovo faccia a faccia con Specter, il quale gli scaglierà addosso prima un enorme pupazzo robot di scimmia dotato di gadget letali (Spectre chiama la scimmia RoboKong, parodia-mista di RoboCop e Donkey Kong) e successivamente un altro robot (stavolta di gorilla, simile a Jeeg robot d'acciaio) con a bordo lo stesso Specter.
Dopo essere stato sconfitto Specter cercherà di attivare il cannone laser venendo prontamente fermato e catturato da Hikaru. Tornato a casa Hikaru scopre che Specter è nuovamente fuggito e, dopo aver catturato tutte le scimmie rimaste, lo affronterà nel suo nascondiglio (situato nel lato oscuro della Luna) catturandolo definitivamente. Il gioco si conclude con il Professore che riceve una visita da Kakeru ed entrambi assistono all'arrivo di Hikaru dallo spazio che sbadatamente si schianterà sul laboratorio, appena ricostruito, del Professore.

## Doppiaggio
| Personaggio       | Doppiatore originale | Doppiatore Italiano |
| ----------------- | -------------------- | ------------------- |
| Hikaru            | Motoko Kumai         | Mimmo Strati        |
| Pipotchi          | Omi Minami           | Massimiliano Alto   |
| Natsumi           | Tomoko Kawakami      | Chiara Colizzi      |
| Professore Hakase | Jōji Yanami          | Roberto Stocchi     |
| Specter           | Chika Sakamoto       | Massimiliano Alto   |
| Scimmia Blu       | Takahiro Sakurai     | Mimmo Strati        |
| Scimmia Gialla    | Shōto Kashii         | Franco Mannella     |
| Scimmia Rosa      | Miyuki Matsushita    | Chiara Colizzi      |
| Scimmia Bianca    | Ken'ichi Ogata       | Claudio Griffo      |
| Scimmia Rossa     | Daisuke Gōri         | Mimmo Strati        |
| Kakeru            | Fujiko Takimoto      | Franco Mannella     |